# Eriauchenius pauliani
Eriauchenius pauliani là một loài nhện trong họ Archaeidae. Loài này phân bố ở Madagascar.